# Carcelia mimoexcisa
Carcelia mimoexcisa är en tvåvingeart som beskrevs av Chao, Zhao och Liang 2002. Carcelia mimoexcisa ingår i släktet Carcelia och familjen parasitflugor.
Artens utbredningsområde är Peking (Kina). Inga underarter finns listade i Catalogue of Life.